# HD 108530
HD 108530，又名CP-61 3209，SAO 251924、HR 4747，是一颗恒星，视星等为6.22，位于銀經300.22，銀緯0.96，其B1900.0坐标为赤經12h 22m 51.1s，赤緯-61° 0.96′ 29″。